# Штейнгель Рудольф Васильович
Рудольф Васильович Штейнгель (5 [17] червня 1841 — 20 листопада [2 грудня] 1892) — барон, інженер шляхів сполучення, займався будівництвом залізниць. Власник унікального псевдоготичного замку у Києві. Сімейний надгробок Штейнгелів, похованих на Аскольдовій могилі, створив архітектор Владислав Городецький.

## Біографія
Рудольф Штейнгель народився у родині поміщика Естляндської губернії Василя Максимовича Штейнгеля в Ревелі у 1841 році. Рід Штейнглів, баронів Священної Римської імперії, походить з німецьких земель. Родовий герб знаходиться у Ревелі в Будинку естляндського лицарства (Ritter Haus) та Домському соборі. Батько був на військовій службі. Мати баронеса Паулін фон Шиллінг. До десятирічного віку Рудольф Штейнгель виховувався у батьківському будинку у Ревелі.
Після закінчення середньої освіти у місцевій гімназії вступив до інституту інженерів шляхів сполучення. Закінчивши першим за списком курс цього інституту в 1861 році, Штейнгель був призначений на службу в Московський округ шляхів сполучення, де  займався з будівництвом шосейних доріг. Потім він змінив профіль своєї роботи на будівництво залізниць. Під час будівництва Московсько-Рязанської залізниці, Штейнгелю було доручено спочатку складання проектів і розрахунків, а згодом й завідування будівельними роботами.
Слідом за Московсько-Рязанською дорогою міністерство Шляхів Сполучення, вирішило розпочати будівництво Московсько-Курської дороги. Серед інженерів, запрошених брати участь у цій роботі, був Штейнгель, якому було доручено завідувати тульським відділенням. Тут йому довелося багато працювати, особливо через недосвідченість у подібних роботах нижчого персоналу — робітників і десятників. Попри труднощі, Штейнгель виконав покладене на нього доручення і здав ділянку, що вибудував, у встановлений термін.
Після закінчення будівництва Штейнгель був призначений головним інженером і начальником робіт Орловсько-Вітебської залізниці, а потім виконував ті ж обов'язки на Грязі-Царицинській та Балтійській залізницях. Скрізь зарекомендував себе знанням справи та сумлінністю. Тому, коли з'явилась пропозиція будувати Ростово-Владикавказьку залізницю, Штейнгелю було надано концесію для її спорудження. Коли він утворив для цієї мети акціонерне товариство, то йому було віддано також і будівництво Новоросійської гілки вищезгаданої дороги та влаштування комерційного порту в Новоросійську. Комерційний порт з елеваторами, естакадами та іншими пристосуваннями був збудований швидко.
Штейнгель також був досвідченим сільським господарем. Він займався виноробством, збудував величезний винокурний завод та ферму «Хуторок» на Кубані, тримав винну лавку на Ярославовому Валу, фінансував університетську клініку, яка носила ім'я на честь барона Штейнгеля.
Будучи здібним математиком, Штейнгель залишив після себе кілька робіт в цій галузі. Серед них «Теорія вітряних двигунів» (Київ, 1889) та «Дослідження щодо відцентрових машин».
У Києві Штейнгель мешкав в особняку по вулиці Бульварно-Кудрявській, 27. Окрім садиби на Бульварно-Кудрявській у Києві, барону належало ще кілька будинків у цьому районі.
Штейнгель помер 20 листопада 1892 року у Києві. Похований на кладовищі Аскольдова могила. Поховання до нашого часу не зберіглось.

## Предки та родина
- Прадід - Іоганн Вільгельм фон Штейнгель, міністр курфюрста Саксонії.
- Дід - Іоганн фон Штейнгель, полковник російської служби, російський посланець при австрійському імператорі Йосипі II.
- Батько - Василь Максимович фон Штейнгель (Вільгельм Фрідерік).
- Дядько - Олександр Максимович (Карл Магнус) фон Штейнгель.
- Мати - баронеса Пауліна Амалія Софія Шиллінг, мала 11 дітей.
- Дружина - Марія Федорівна Штейнгель (уроджена Камінська), українка за походженням. Пожертвувала гроші на розбудову Стрітенської церкви у 1873 році.
- Син - барон Федір Рудольфович Штейнгель (1870-1946). Політичний і культурний діяч Російської імперії та Української Держави, дипломат.
- Син - барон Володимир Рудольфович Штейнгель (1871-1927).
- Син – барон Іван Рудольфович Штейнгель, керуючий міським водопроводом у Владикавказі
- Брат - Леонгард Васильович Штейнгель (8 лютого 1845 - 21 січня 1918), заснував у Владикавказі механічний цегельно-черепний завод.
- Дядько — Олександр Максимович фон Штейнгель (1804—?), був одружений з графинею Єлизаветою Мендозою, мав трьох доньок: Єлизавету, Вільгеміну, Софію та сина Еммануїла.
- Двоюрідні сестри
  - Єлизавета Олександрівна фон Штейнгель (1837 - після 1920) у шлюбі з А. Тобіним з 1869 року.
  - Софія Олександрівна фон Штейнгель, відома як власниця маєтку Ластівчине гніздо в Криму з 1888 по 1911 рік.
  - Вільгельміна фон Штейнгель (1839-?), у 1859 році вийшла заміж за перекладача титулярного радника Миколи Павловича Алаєва (1832-?).
- Двоюрідний брат - Еммануїл Олександрович Штейнгель (1838-1915). В 1858 році закінчив імператорське училище правознавства в Петербурзі. Служив у Міністерстві юстиції, у 1894 році був проведений у статські радники за старшинством. Володів маєтком на кордоні Крестовського та Тихвінського повітів, площею 1281 десятин. Мав землю та будинки у Петербурзі, Гатчині, Ржеві, де обирався мировим суддею. У 1913—1914 pоках купив близько 6 дес. землі в Ялті, прибуткові будинки. Помер у Ялті 8 вересня 1915 року[2].